# واکنش باربیه

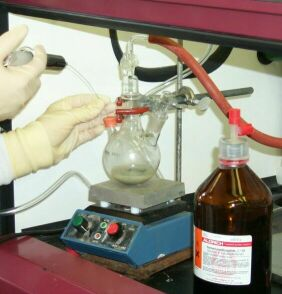
واکنش باربیه با استفاده از ساماریم (II) یدید

واکنش باربیه(به انگلیسی: Barbier reaction) یک نام واکنش در شیمی آلی است که طی آن یک آلکیل هالید و یک ترکیب دارای گروه کربونیل به عنوان عامل الکترون‌دوست واکنش داده و تشکیل الکل نوع اول، دوم یا سوم را می‌دهد. این واکنش باید در حضور کاتالیزورهای منیزیم، روی، ایندیم، آلومینیوم، قلع یا نمک‌های آن‌ها صورت بگیرد. این واکنش به افتخار شیمیدان فرانسوی فیلیپه باربیه نام گذاری شده است.
مثالی از یک واکنش باربیه: